# 广东省工商业联合会
广东省工商业联合会，简称广东省工商联，同时称广东省总商会，是中国共产党领导的、广东省工商界组成的统战性、经济性、民间性的人民团体和商会组织。